# Maud Wood Park

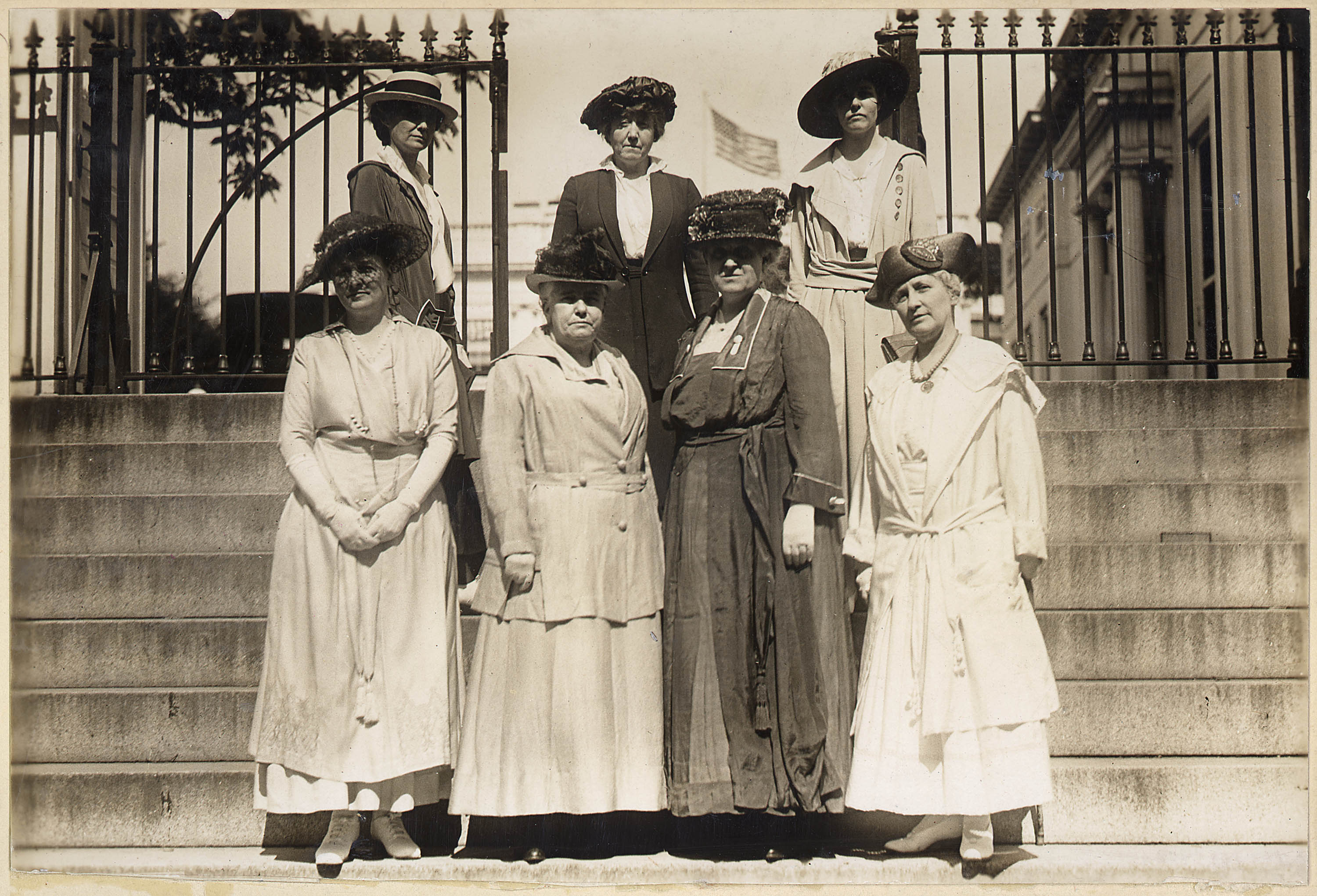
Delegazione di funzionari della National American Woman Suffrage Association alla Casa Bianca. Prima fila, da sinistra: Maud Wood Park, Anna Howard Shaw, Carrie Chapman Catt, Helen H. Gardner. In seconda fila Rose Emmet Young, George Bass e Ruth White

Maud Wood Park (Boston, 25 gennaio 1871 – Reading, 8 maggio 1955) è stata un'attivista per i diritti delle donnee e una suffragetta statunitense.

## Biografia

### Primi anni e formazione
È nata a Boston, Massachusetts. Nel 1887 si diplomò alla St. Agnes School di Albany, New York, dopo di che insegnò per otto anni prima di frequentare il Radcliffe College, dove i suoi professori e compagni di classe erano contrari al suffragio femminile o avevano poco interesse per esso. Essendo una delle poche donne universitarie interessate al suffragio, fu invitata a parlare alla cena annuale della Massachusetts Woman Suffrage Association durante il suo ultimo anno. Mentre era a Radcliffe, incontrò e successivamente sposò Charles Edward Park, che morì nel 1904. Sposò segretamente Robert Freeman Hunter nel 1908. Anche lui morì improvvisamente nel 1928.
Mentre era lì sposò Charles Edward Park. Si laureò a Radcliffe, dove fu una delle uniche due studentesse a sostenere il suffragio femminile, nel 1898. Nel 1900 partecipò al convegno della National American Women Suffrage Association, dove scoprì che, all'età di 29 anni, era la più giovane delegata presente. Decise di attirare un gruppo più giovane di donne nell'organizzazione e, in concerto con Inez Haynes Gillmore, formò la College Equal Suffrage League. Fece un giro dei collegi per promuoverlo ed avviò rami in trenta stati. Organizzò inoltre la National College Equal Suffrage League nel 1908.
La Park era amica di un'altra suffragista americana, Carrie Chapman Catt, che la reclutò a Washington, D.C. per il XIX emendamento della Costituzione degli Stati Uniti d'America, che è l'emendamento che garantisce il suffragio per le donne americane. Nel 1901 la Park divenne uno dei fondatori della Boston Equal Suffrage Association for Good Government (BESAGG), che divenne la League of Women Voters di Boston quando il diciannovesimo emendamento fu ratificato nel 1920. Fu segretaria esecutiva della BESAGG per dodici anni. Nel 1920 divenne il primo presidente della League of Women Voters, una posizione che mantenne fino alle dimissioni nel 1924 per motivi di salute. Dal 1925 al 1928 fu consigliere legislativo della Lega.

La Park organizzò anche il gruppo di pressione noto come Women's Joint Congressional Committee nel 1924, e lavorò come presidente. Questo gruppo fu determinante nell'approvazione dello Sheppard-Towner Act del 1921 e del Cable Act del 1922, entrambi i quali promuovevano i diritti delle donne. La Park fu pioniere della "lobby della porta d'ingresso", un approccio diretto al lobbismo che simboleggiava l'idealismo del suffragio femminile. Collaborò con il libro Front Door Lobby. (An Account of the Achievement of Woman Suffrage in the United States), con Edna Lamprey Stantial, che fu finalmente pubblicato nel 1960. Scrisse anche l'opera teatrale Lucy Stone, che fu rappresentata per la prima volta nel 1939 a Boston.

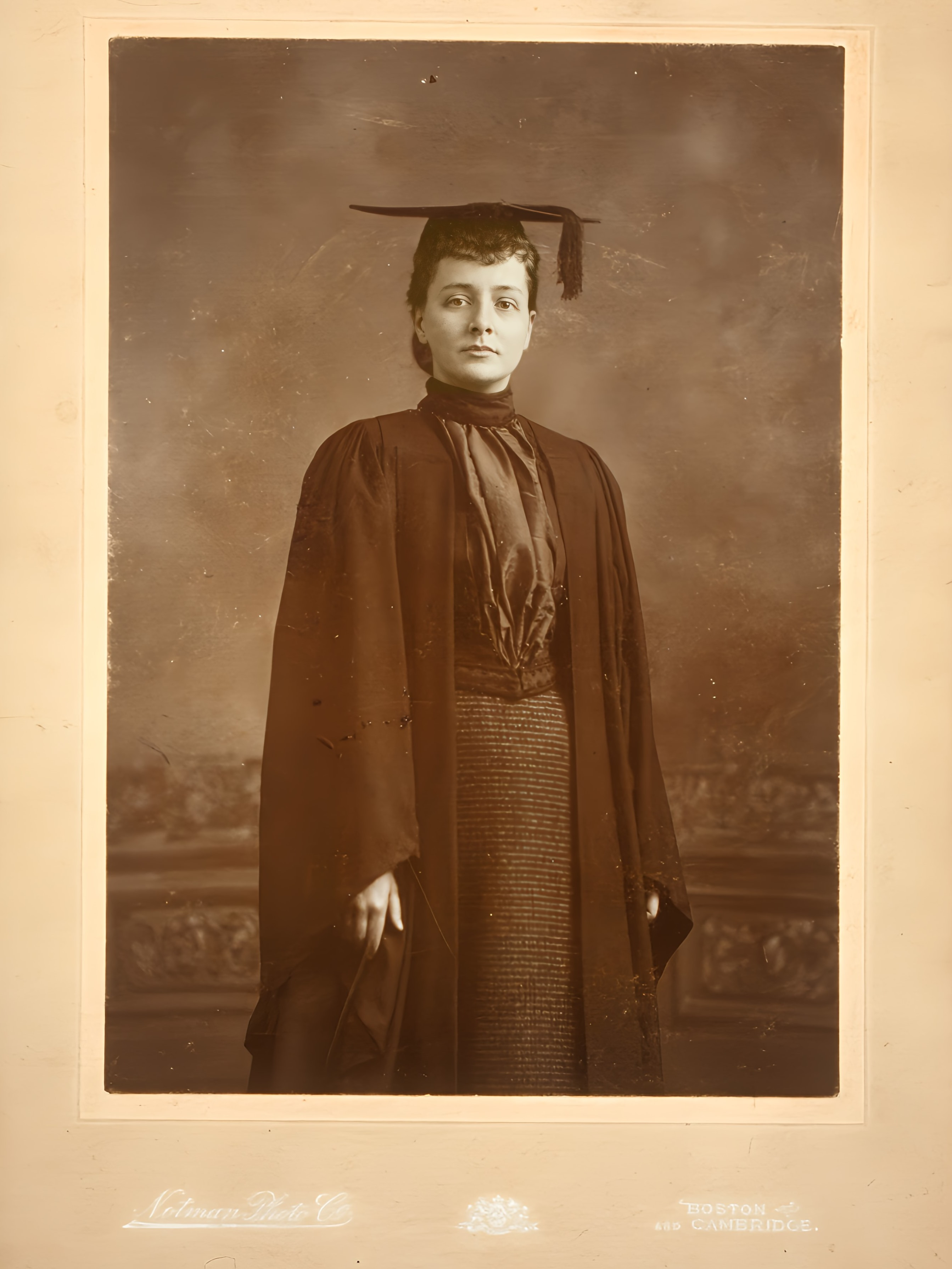
Ritratto di Maud Wood Park in berretto e toga, 1898

## Lavoro con la NAWSA
Dal 1917 al 1919, guidò lo sforzo di lobbying congressuale della National American Woman Suffrage Association in cui il suo compito era ottenere l'approvazione Congresso dell'emendamento sul suffragio femminile. Ha formato i volontari in visita a Washington, D.C. per fare pressione sui loro rappresentanti congressuali e ha coordinato lo sforzo di lobbying dell'associazione. Sviluppò strategie per far approvare l'emendamento, tra cui la conservazione di documenti biografici e personali approfonditi dei membri del congresso.
A causa della prima guerra mondiale, il Congresso in quel momento stava discutendo solo questioni legate alla guerra, ma attraverso i suoi contatti, Park riuscì a formare un comitato speciale sul suffragio femminile. Questo comitato approvò un emendamento sul suffragio femminile che la Camera dei Rappresentanti approvò nel 1918. Il Senato lo approvò nel 1919 e lo inviò agli Stati per la ratifica. Nel 1920 fu ratificato il 19° Emendamento.

## Lavoro con altre organizzazioni

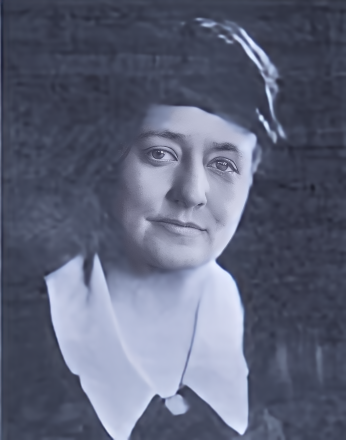
Maud Wood Park nel 1921

Maud Wood Park fondò la College Equal Suffrage League nel 1900 con Inez Haynes Irwin per coinvolgere le donne più giovani e istruite nel movimento per il suffragio. Il loro obiettivo particolare era quello di convincere gli ex studenti universitari a formare capitoli e organizzare le donne nelle loro alma mater. Nel 1904, Harriot Eaton Stanton Blatch e Caroline Lexow li invitarono a fondare campionati universitari in tutto lo stato di New York. Nel 1906, la National American Woman Suffrage Association invitò la College Equal Suffrage League ad avviare organizzazioni simili in tutto il paese. Maud Wood Park fu anche uno dei fondatori della Boston Equal Suffrage Association for Good Government (BESAGG) insieme a Pauline Agassiz Shaw e Mary Hutcheson Page. Lei e la Page erano responsabili del processo decisionale e dei discorsi in pubblico. Il BESAGG si trasformò in The League of Women Voters dopo che le donne ottennero il diritto di voto nel 1920. Maud Wood Park divenne anche presidente della League of Women Voters nel 1920. Durante il suo periodo in questa posizione (fino al 1924), viaggiò negli Stati Uniti per tenere conferenze e reclutare nuovi membri e aiutò a sviluppare l'agenda legislativa.
La Park affermò a proposito dell'obiettivo di The League of Women Voters, "Ha scelto di essere un'organizzazione moderata in cui persone con opinioni politiche molto diverse avrebbero potuto elaborare insieme un programma di avanzamento definitivo su cui essere d'accordo. Fu disposta ad andare avanti lentamente per andare avanti con fermezza. Non cercò di condurre rapidamente poche donne lontano, ma piuttosto di guidare molte donne a fare un po' di strada alla volta."
Maud Wood Park contribuì a organizzare e dirigere il Women's Joint Congressional Committee che approvò lo Sheppard-Towner Maternity and Infancy Protection Act del 1921 e il Cable Act nel 1922.

## Anni successivi
Park iniziò la Schlesinger Library il 26 agosto 1943, quando donò la sua collezione di libri, documenti e cimeli sulle riformatrici a Radcliffe. Questa donazione si trasformò in una grande biblioteca di ricerca chiamata chiamata "Archivio delle donne", che è fu ribattezzato nel 1965 in onore di Elizabeth Bancroft Schlesinger e suo marito Arthur M. Schlesinger, in quanto erano forti sostenitori della missione della biblioteca.
La Park morì nel 1955 in Massachusetts.